# Gagea capusii
Gagea capusii là một loài thực vật có hoa trong họ Liliaceae. Loài này được A.Terracc. miêu tả khoa học đầu tiên năm 1905.